# Gyalidea asteriscus
Gyalidea asteriscus är en lavart som först beskrevs av Anzi, och fick sitt nu gällande namn av Aptroot & Lücking. Gyalidea asteriscus ingår i släktet Gyalidea och familjen Gomphillaceae.   Inga underarter finns listade i Catalogue of Life.